# وارتو
وارتو (به ترکی استانبولی: Varto) شهری است در کشور ترکیه که در استان موش واقع شده‌است. جمعیت این شهر بر اساس سرشماری سال ۲۰۰۸ میلادی ۹٬۸۷۶ نفر و بر اساس برآوردهای سال ۲۰۰۹ میلادی ۸٬۹۸۸ نفر می‌باشد.